# Fratello Sole
Fratello Sole è il titolo della lettera apostolica in forma di motu proprio firmata da papa Francesco il 21 giugno 2024.
Con lettera apostolica in forma di motu proprio, in data 26 giugno 2024 Papa Francesco incarica l'Amministrazione del patrimonio della Sede Apostolica e il Governatorato dello Stato della Città del Vaticano di realizzare a Santa Maria di Galeria in zona extraterritoriale, un impianto agrivoltaico che assicuri l'alimentazione delle antenne della Radio Vaticana, ed il "completo sostentamento energetico dello stato della Città del Vaticano"; i presidenti dei due enti, Giordano Piccinotti e il cardinale Fernando Vérgez Alzaga vengono nominati, con lo stesso atto, commissari straordinari. Alla Segreteria di Stato della Santa Sede viene dato incarico di agevolare le richieste dei due commissari.